# 14 Korpus Pancerny (ZSRR)
14 Korpus Pancerny (ros. 14-й танковый корпус) – jednostka pancerna Armii Czerwonej z okresu II wojny światowej.
14 Korpus Pancerny sformowany został na podstawie dyrektywy z 9 maju 1942. W działaniach bojowych prowadzonych przeciw armii niemieckiej dowodzony był przez gen. mjra Nikołaja Radkiewicza. 14 Korpus Pancerny został podporządkowy dowództwu Frontu Południowo-Zachodniemu. Rozkazem z 26 września 1942 został przemianowany na 6 Korpus Zmechanizowany.

## Dowództwo korpusu
Dowódcy:
- gen. mjr Nikołaj Radkiewicz (19.05.1942 – 30.09.1942)[1].

Szefowie sztabu:
- płk Aleksandr Starokoszko (01.05.1942 – 31.08.1942)
- płk Dmitrij Nikołajew (01.08.1942 – 31.10.1942)[3].

## Struktura organizacyjna
Skład 1 lipca 1942:
- 138 Brygada Pancerna
- 139 Brygada Pancerna.